# Paragraf 22 (serial telewizyjny)
Paragraf 22 – amerykański internetowy miniserial (komediodramat, satyra, czarna komedia) wyprodukowany przez Lakeside Ultraviolet, Yoki Inc., Smokehouse Pictures, Anonymous Content oraz Paramount Television, który jest luźną adaptacją powieści Paragraf 22 autorstwa Josepha Hellera. Wszystkie 6 odcinków serialu zostały udostępnione 17 maja 2019 roku przez platformę Hulu. Natomiast w Polsce serial był udostępniony w całości 18 maja 2019 roku przez HBO GO, a następnie emitowany od 30 czerwca 2019 roku przez HBO3.

## Fabuła
Akcja serialu dzieje się w czasie II wojny światowej, opowiada historię Johna Yossariana, żołnierza, który za wszelką cenę stara się znaleźć sposób, aby przestać brać udział w działaniach wojennych.

## Obsada

### Obsada główna
- Christopher Abbott jako John Yossarian[4]
- Kyle Chandler jako Colonel Cathcart[5]
- Daniel David Stewart jako Milo Minderbinder[6]
- Rafi Gavron jako Aarfy Aardvark[6]
- Graham Patrick Martin jako Orr[6]
- Lewis Pullman jako Major Major Major Major[6]
- Austin Stowell jako Nately[6]
- Pico Alexander jako Clevinger[6]
- Jon Rudnitsky jako McWatt[6]
- Gerran Howell jako Kid Sampson[6]
- Hugh Laurie jako Major – de Coverley[7]
- Giancarlo Giannini jako Marcello[8]
- George Clooney jako porucznik, później generał Scheisskopf

### Obsada drugoplanowe
- Grant Heslov jako Doc Daneeka
- Kevin J. O’Connor jako podpułkownik (Lieutenant colonel) Korn
- Julie Ann Emery jako Marion Scheisskopf[9]
- Tessa Ferrer jako pielęgniarka Duckett[10]
- Jay Paulson jako The Chaplain[10]
- Harrison Osterfield jako Snowden

## Odcinki
| Nr | Tytuł     | Reżyseria      | Scenariusz                | Premiera w Hulu | Premiera w HBO3 |
| -- | --------- | -------------- | ------------------------- | --------------- | --------------- |
| 1  | Episode 1 | Grant Heslov   | Luke Davies, David Michôd | 17 maja 2019    | 30 czerwca 2019 |
| 2  | Episode 2 | Ellen Kuras    | Luke Davies, David Michôd | 17 maja 2019    | 7 lipca 2019    |
| 3  | Episode 3 | Ellen Kuras    | Luke Davies, David Michôd | 17 maja 2019    | 14 lipca 2019   |
| 4  | Episode 4 | George Clooney | Luke Davies, David Michôd | 17 maja 2019    | 21 lipca 2019   |
| 5  | Episode 5 | Grant Heslov   | Luke Davies, David Michôd | 17 maja 2019    | 28 lipca 2019   |
| 6  | Episode 6 | George Clooney | Luke Davies, David Michôd | 17 maja 2019    | 4 sierpnia 2019 |

## Produkcja
14 stycznia 2018 roku Hulu ogłosiła zamówienie limitowanego serialu na podstawie powieści Paragraf 22 Josepha Hellera. W marcu 2018 roku poinformowano, że główną rolę zagra Christopher Abbott. W kolejnym miesiącu ogłoszono, że Hugh Laurie i Kyle Chandler dołączyli do obsady dramatu.
W maju 2018 roku poinformowano, że obsada serialu powiększyła się o Daniela Davida Stewarta, Austina Stowella, Rafiego Gavrona,  Grahama Patricka Martina, Pico Alexandera, Gerrana Howella,  Lewisa Pullmana, Tesse Ferrer, Jaya Paulsona oraz Giancarlo Giannini. W lipcu 2018 roku ogłoszono, że Julie Ann Emery otrzymała rolę Marion Scheisskopf, żony porucznika Scheisskopfa.
Zdjęcia kręcono w regionie Lacjum (Viterbo, Sutri) oraz na Sardynii (Olbia, Santa Teresa Gallura, wyspa Tavolara).